# Ronaldo

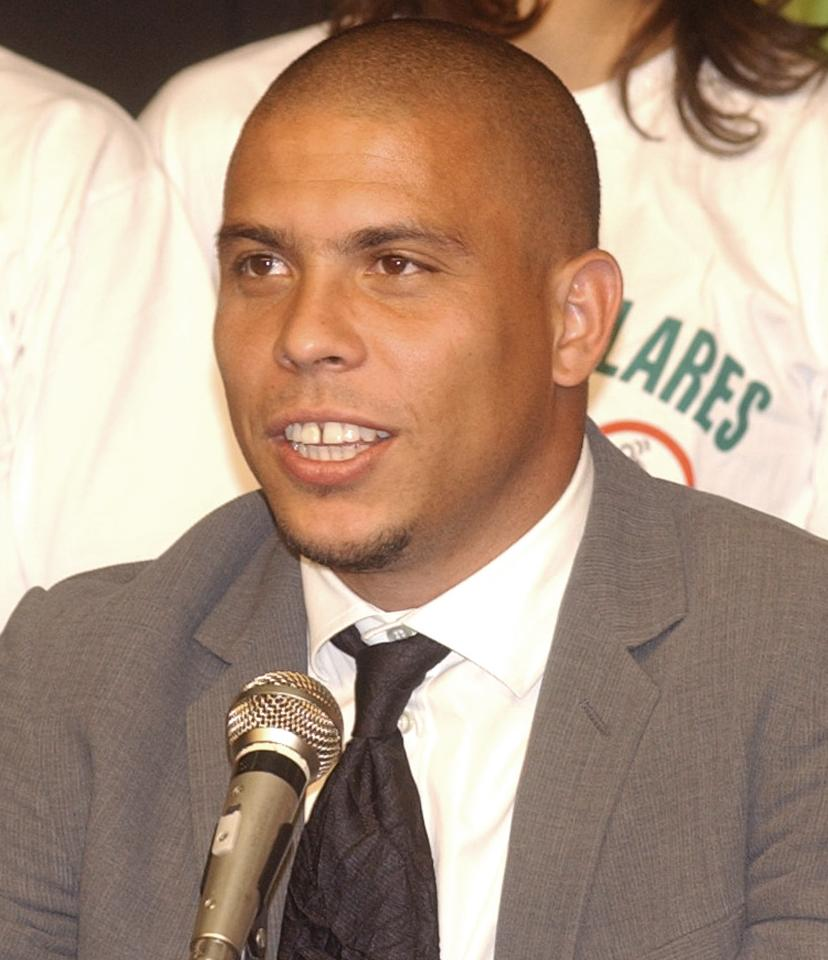
Ronaldo (2005)

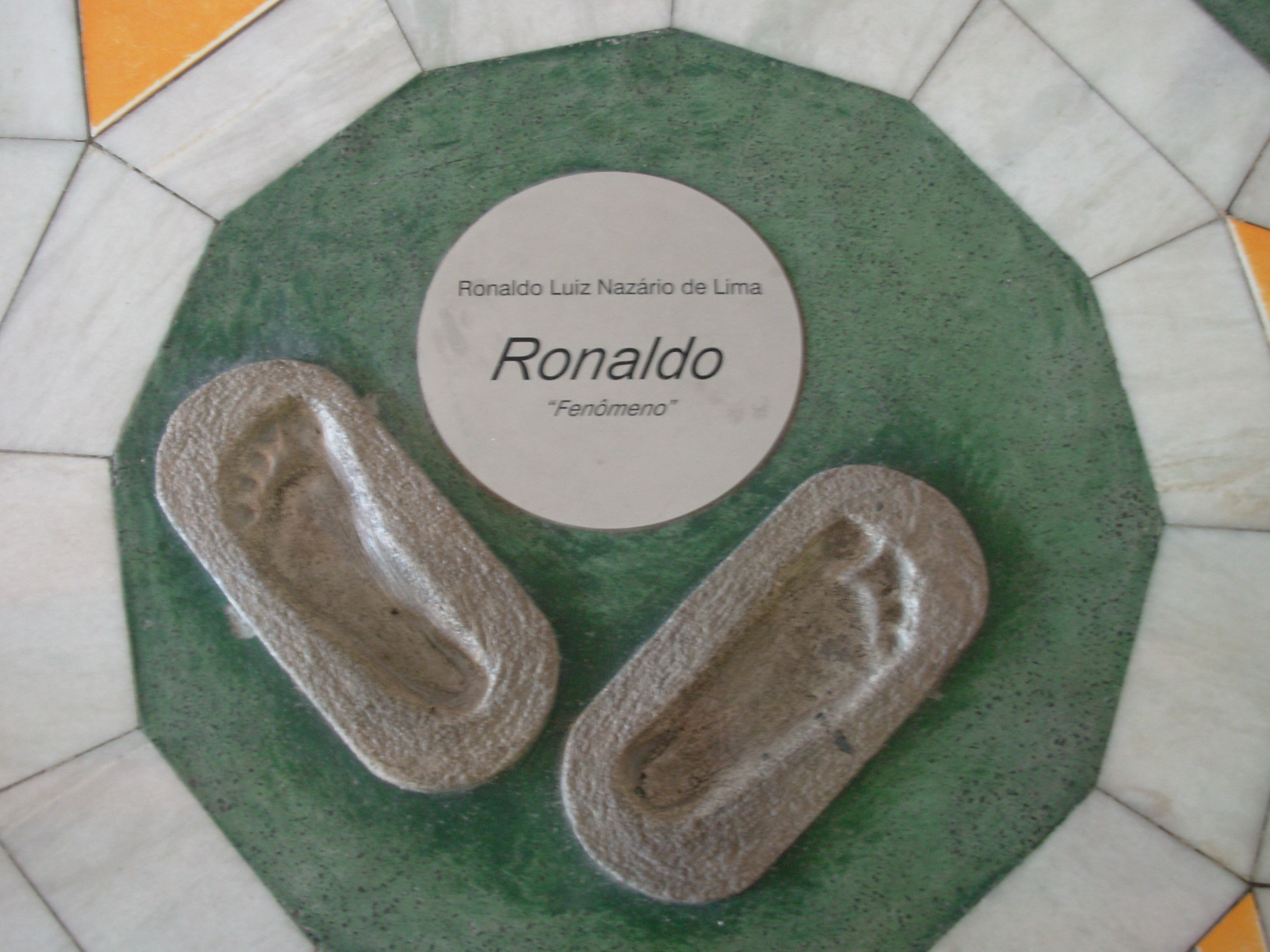
Odcisk stóp Ronaldo na stadionie Maracanã

Ronaldo, właśc. Ronaldo Luís Nazário de Lima (wym. [χoˈnawdu luˈiz naˈzaɾiu dʒi ˈlimɐ]; ur. 18 września 1976 w Rio de Janeiro) – brazylijski piłkarz, który grał na pozycji napastnika. Oprócz brazylijskiego posiada także hiszpański paszport. Najmłodszy w historii laureat nagrody Piłkarz Roku FIFA dla najlepszego piłkarza świata i Złotej Piłki dla najlepszego piłkarza grającego w Europie.
Jeden z najlepszych piłkarzy w dziejach mistrzostw świata, drugi najlepszy strzelec w historii tej imprezy (15 goli). Dwukrotny mistrz świata na MŚ 1994 oraz MŚ 2002, wicemistrz na MŚ 1998, na tym drugim turnieju król strzelców.
14 lutego 2011 roku ogłosił zakończenie kariery piłkarskiej. Cztery miesiące później po raz ostatni wystąpił w barwach reprezentacji. Na początku lipca 2012 roku Ronaldo został dyrektorem sportowym w Corinthians São Paulo.

## Kariera klubowa

### Cruzeiro
Pierwszym profesjonalnym klubem Ronaldo, do którego trafił w marcu 1993, w wieku 16 lat, było Cruzeiro EC z miasta Belo Horizonte. Został zaoferowany kierownictwu drużyny przez byłego reprezentanta Brazylii – Jairzinho, który także proponował zawodnika innej wielkiej drużynie – São Paulo FC, ale ich ówczesny trener, Tele Santana, nie skorzystał z okazji do zatrudnienia juniora. Cruzeiro zapłaciło za część praw do Ronaldo 50 tysięcy dolarów. Swój pierwszy oficjalny mecz w seniorskiej drużynie rozegrał 25 maja 1993, kiedy to trener Cruzeiro – Pinheiro – oszczędzając graczy przed półfinałem Pucharu Brazylii, pozwolił mu zagrać w wyjazdowym spotkaniu przeciwko Caldense Poços de Caldas (wygranym 1-0) w ramach mistrzostw stanu Minas Gerais.
Do września tego samego roku, Ronaldo występował jedynie w drużynie juniorów lub meczach towarzyskich. Dobre występy w tych grach oraz odejście z drużyny jednego z napastników otworzyły mu drogę do pierwszego składu. 7 września 1993 roku zadebiutował w mistrzostwach Brazylii przeciwko Corinthians Paulista (0-2 w Belo Horizonte) i stał się podstawowym graczem Cruzeiro. Tego samego miesiąca stanął przed szansą wywalczenia swego pierwszego seniorskiego tytułu – w finale Recopa 1993 przeciwko São Paulo FC. Po dwóch meczach, zakończonych bezbramkowymi remisami, doszło do serii rzutów karnych. Ronaldo nie wykorzystał swojego, a Cruzeiro przegrało tytuł.
Do końca rozgrywek Campeonato Brasileiro rozegrał jeszcze 13 meczów i strzelił w nich 12 bramek, co dało mu trzecie miejsce na liście najlepszych strzelców turnieju. Rozgłos przyniósł mu występ na własnym boisku przeciwko EC Bahia (7 listopada 1993), który Cruzeiro wygrało 6-0, a 17-letni Ronaldo strzelił wówczas 5 goli. Stał się wtedy 6. graczem w historii Campeonato Brasileiro, który dokonał tej sztuki (rekord ten został pobity w 1997 roku przez Edmundo – 6 bramek).
Kilka dni po tym popisie otrzymał pierwsze powołanie do kadry narodowej na mecz z Niemcami, w którym jednak, podobnie jak miesiąc później z Meksykiem, nie zagrał. Wpływ na powołanie Ronaldo do reprezentacji miały też występy w Supercopa 1993, gdzie w 4 meczach zdobył 8 goli. Zyskał wtedy przydomek „Matador Azul” (Niebieski Zabójca, od koloru strojów Cruzeiro), a słowo „matador”, określające niezwykle skutecznego napastnika, wpisało się na stałe do futbolowego słownika brazylijskich komentatorów.
W roku 1994, w mistrzostwach stanu Minas Gerais (Campeonato Mineiro), kontynuował swoją znakomitą skuteczność. W 18 meczach w ramach tych rozgrywek zdobył 22 bramki, zostając królem strzelców, a prowadzone przez niego Cruzeiro zdobyło tytuł mistrza. Zaliczył także długo oczekiwany debiut w kadrze narodowej, a stało się to 23 marca w meczu przeciwko Argentynie, wygranym przez Brazylię 2-0. Ronaldo musiał wtedy występować jako „Ronaldinho”, gdyż w zespole był już inny Ronaldo. W kolejnym meczu, 4 maja przeciwko Islandii, strzelił swego pierwszego gola, a Brazylia zwyciężyła 3-0. W międzyczasie brał z Cruzeiro (które w kwietniu wykupiło za milion dolarów resztę praw do zawodnika) udział w Copa Libertadores 1994, w którym rozegrał 8 meczów i strzelił 2 gole. Cruzeiro odpadło w 1/8 finału z chilijskim Unión Española, ale Ronaldo dał się zapamiętać golem strzelonym Boca Juniors, kiedy przeszedł z piłką niemal pół boiska mijając argentyńską obronę.
Dobra gra w klubie zaowocowała powołaniem na Mistrzostwa Świata 1994, podczas których nie zagrał jednak żadnego meczu. Po powrocie z mundialu Ronaldo wystąpił w jeszcze jednym meczu dla Cruzeiro (towarzysko przeciwko Botafogo, 7 sierpnia), w którym strzelił swoją ostatnią bramkę dla klubu. Przed meczem ogłoszono, że PSV Eindhoven zapłacił za niego 6 milionów dolarów i Ronaldo wyjeżdża do Europy. Był to wówczas najdroższy transfer z brazylijskiego klubu za granicę.
Ronaldo w barwach Cruzeiro rozegrał (pomiędzy 25 maja 1993 a 15 maja 1994) 46 oficjalnych meczów i strzelił w nich 44 gole. Ponadto wziął udział w 12 meczach towarzyskich (12 bramek).

### PSV
Po mundialu w USA Ronaldo został kupiony do PSV Eindhoven za 6 milionów dolarów. W pierwszym sezonie gry dla holenderskiego klubu Brazylijczyk rozegrał w Eredivisie 33 mecze i strzelił 30 goli, co pozwoliło mu zostać królem strzelców i pierwszym od siedmiu lat piłkarzem, który zdobył przynajmniej 30 bramek. Poprzednim, który tego dokonał, był Marco van Basten w sezonie 1986/1987 (31 bramek). Również w tym sezonie Ronaldo zadebiutował w europejskich pucharach. W spotkaniu przeciwko Bayerowi 04 Leverkusen brazylijski napastnik strzelił trzy gole, które jednak nie dały awansu jego drużynie do dalszej rundy rozgrywek. W całym sezonie Ronaldo rozegrał 36 spotkań i strzelił 35 bramek. Na początku sezonu 1995/1996 Il Fenomeno doznał pierwszej kontuzji w karierze – pęknięcia kości goleniowej pod kolanem. Leczenie trwało dość krótko, przez co był gotowy do gry już w rundzie wiosennej, w której rozegrał 13 meczów ligowych i strzelił 12 bramek. W całym sezonie rozegrał 21 spotkań i trafił do siatki rywali 19 razy. Po tym sezonie Ronaldo przeszedł do FC Barcelona za 19 milionów dolarów. Ronaldo w barwach PSV rozegrał 57 spotkań i strzelił 54 bramki, wygrał też z tym zespołem Puchar Holandii.

### FC Barcelona
W hiszpańskim klubie Brazylijczyk grał tylko rok, ale możliwe, że był to najlepszy sezon w jego karierze. Ronaldo w Primera División rozegrał 37 spotkań i strzelił 34 bramki, a pod koniec 1996 roku został wybrany najlepszym piłkarzem świata według plebiscytów FIFA i World Soccer. Zajął też drugie miejsce w najważniejszym plebiscycie o Złotą Piłkę, którą zdobył Niemiec Matthias Sammer, o 1 punkt wyprzedzając Brazylijczyka. W całym sezonie 1996/1997 Ronaldo strzelił 47 bramek w 49 meczach, wygrał Superpuchar Hiszpanii, Puchar Króla i Puchar Zdobywców Pucharów. Po sezonie został kupiony przez Inter Mediolan, a włoski klub najpierw zapłacił 27 milionów dolarów za zerwanie kontraktu Brazylijczyka z Barceloną, a następnie 53 miliony dolarów za sam transfer.

### Inter Mediolan

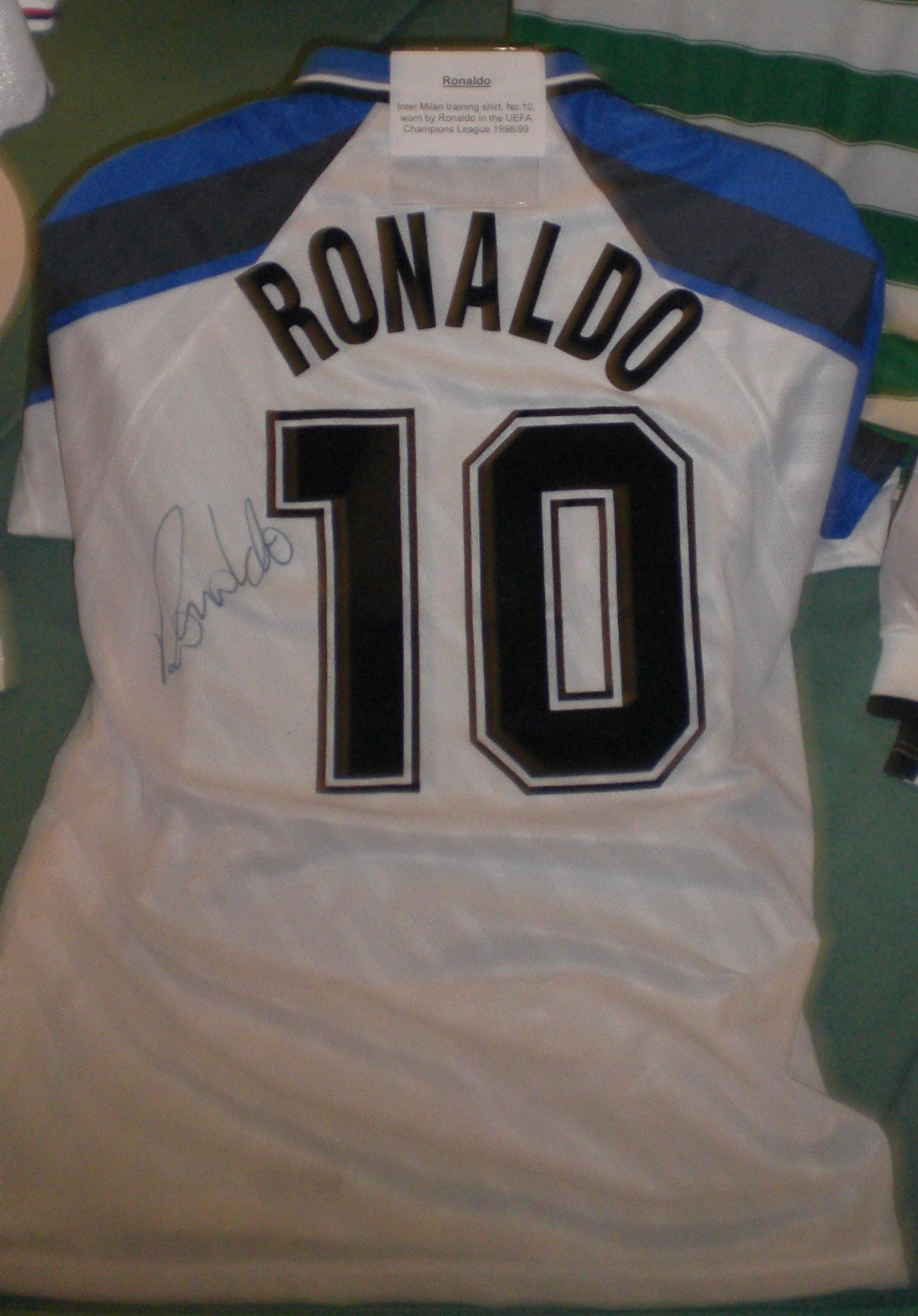
Koszulka Ronaldo z czasów gry w Interze Mediolan

Sezon 1997/1998 dla Ronaldo był bardzo dobry. Brazylijczyk został wicemistrzem Serie A, wygrał Puchar UEFA, został wicekrólem strzelców serie A z 25 bramkami na koncie, a w całym sezonie rozegrał 47 spotkań i strzelił 34 bramki. Pod koniec 1997 roku wygrał ponownie plebiscyty na piłkarza roku FIFA, World Soccer i wreszcie Złotą Piłkę. Sezon 1998/1999 był w połowie zmarnowany przez kontuzje, a Brazylijczyk rozegrał w nim 29 spotkań i strzelił 15 bramek. Pod koniec 1998 roku Ronaldo stawał na podium wszystkich plebiscytów, zajmując 2. miejsce w konkursie na piłkarza roku FIFA, 3. według World Soccer i również 3 według France Football, mimo przegranych plebiscytów to powszechnie jednak Brazylijczyk uchodził w dalszym ciągu za najlepszego piłkarza świata a rozegrane przez niego lata 1996 – 1998 uznaje się za jedną z największych dominacji w historii futbolu jednego piłkarza. W sezonach 1999/2000 i 2000/2001 Ronaldo dwukrotnie zerwał więzadła krzyżowe w prawym kolanie, skutkiem czego właściwie w ogóle nie wybiegał na murawę. Zdołał się wykurować dopiero pod koniec sezonu 2001/2002 roku, w którym rozegrał kilkanaście spotkań i strzelił kilka bramek, dzięki czemu dostał powołanie na Mistrzostwa Świata, które odbywały się w Korei i Japonii. W mediolańskim klubie zawodnik rozegrał 99 spotkań i strzelił 59 bramek. Po Mistrzostwach Świata kupił go Real Madryt za 45 milionów euro.

### Real Madryt

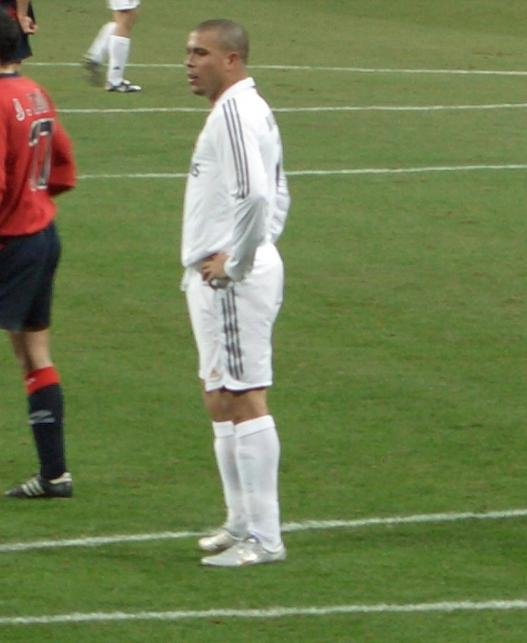
Ronaldo w barwach Realu Madryt (2005)

Debiut w barwach „Królewskich” zaliczył 6 października, z powodu ciągłych kontuzji, wchodząc na ostatnie 30 minut w ramach 4. kolejki La Liga, przeciwko Deportivo Alavés Vitoria. Minutę później strzeli gola z woleja, po podaniu Roberto Carlosa i nie minęło 20 minut, a do siatki trafił ponownie, po podaniu McManamana, a Real zwyciężył 5:2. Następne spotkania w wykonaniu Brazylijczyka nie były tak owocne. Ronaldo nie potrafił strzelić gola przez ponad miesiąc i po raz pierwszy zaczęto mówić o jego nadwadze. Jednak w grudniu Brazylijczyk już wchodził na odpowiednie obroty, a w finale o Puchar Interkontynentalny przeciw Club Olimpia strzelił gola na 1:0, a mecz zakończył się wynikiem 2:0. Brazylijczyk dostał samochód marki Toyota dla najlepszego piłkarza finałowego spotkania. W grudniu otrzymał też wiele prestiżowych nagród dla najlepszego piłkarza świata, po raz trzeci wygrał plebiscyt World Soccer, co nie udało się nikomu w ponad 30-letniej historii tego plebiscytu i został piłkarzem roku FIFA, co też jest rekordem, który rok później wyrównał Zinedine Zidane. Ronaldo drugi raz zwycięża plebiscyt Złota Piłka i po raz pierwszy otrzymuje Złotego buta dla króla strzelców Mistrzostw Świata, wygrywa też jako trzeci piłkarz w historii i pierwszy po ponad 30 latach plebiscyt na najlepszego sportowca świata według BBC Sports Personality of the Year Overseas Personality. Wcześniej dokonali tego Eusébio w 1966 i Pelé w 1970 roku. Następne miesiące dla Brazylijczyka w Realu są również udane i dość regularnie trafia do bramki rywala i jest jednym z najlepszych piłkarzy madryckiego klubu, z 18 bramkami w 19 ostatnich spotkaniach, z 2 hat-trickami, w tym kapitalny mecz 23 kwietnia na Old Trafford, gdzie strzelił 3 gole i pozbawił szans Manchester United na awans do półfinału Ligi Mistrzów. W półfinale Real musi uznać wyższość Juventusu, ale zostaje mistrzem La Liga, a w decydującym meczu 38. kolejki o mistrzostwo Hiszpanii z Athletic Bilbao wygrywa 3:1, a Ronaldo strzelając 2 gole zostaje graczem meczu. Brazylijczyk kończy sezon z 30 bramkami w 44 meczach i tytułem wicekróla strzelców La Liga. Na początku sezonu 2003/2004 Real Madryt wygrywa Superpuchar Hiszpanii, a Ronaldo jest jednym z lepszych piłkarzy w dwumeczu strzelając 1 gola. Pod koniec roku zostaje piłkarzem numer 3 na świecie według Piłkarz roku FIFA. Sezon 2003/2004 był dla Królewskich i Ronaldo wręcz idealny do końca lutego, Królewscy mając po 26 kolejkach La Liga przewagę 8 i 9 punktów kolejno nad Valencią i Deportivo La Coruña, byli też już w finale
Pucharu Króla i walczyli o ćwierćfinał Ligi Mistrzów z Bayernem Monachium. Jednak wszystko zacięło się już w 27 kolejce kiedy padł remis 1:1 z Racingiem Santander, a Ronaldo doznał kontuzji która wykluczyła go na 3 tygodnie, W tym czasie Real Madryt rozegrał 4 spotkania, rewanż z Bayernem Monachium w 1/8 Królewscy wygrali 1:0 i awansowali do 1/4 LM po bramce Zidane’a, następnie zremisowali mecz ligowy z Realem Zaragoza 1:1, a kilka dni później po dogrywce przegrali finał
Pucharu Króla również z Zaragozą 2:3, a kolejny mecz ligowy przegrywają z Athletic Bilbao 4:2 i z blisko 10 punktowej przewagi nad Valencią i Deportivo już prawie nic nie zostało. Na następny mecz wrócił już Ronaldo i Real wygrał z AS Monaco 4:2 w 1/4 LM, a Brazylijczyk strzelił 1 gola i sprokurował karnego którego wykorzystał Luís Figo. Następnie przyszła wygrana w ramach 31 kolejki La Liga nad Sevillą aż 5:1 i 2 bramki strzelił Ronaldo. Później stał się kataklizm, Real przegrał rewanżowe spotkanie z AS Monaco 3:1 i nie awansował do półfinału Ligi Mistrzów oraz nie wygrał żadnego z ostatnich 7 spotkań La Liga. Drużyna z Madrytu zajęła 4. miejsce w tych rozgrywkach a wygrała je Valencia CF mając 7 punktów przewagi nad Realem. Ronaldo został Królem strzelców La Liga mając 24 gole w 32 meczach, a w całym sezonie strzelił 31 bramek grając 48 spotkań, Z całą pewnością największą winę ponosi defensywa „królewskich”, która w samej lidze straciła aż 54 bramki, a Valencia CF dokładnie 2 razy mniej. Sezon 2004/2005 był dla Realu równie słaby i tym razem już bez żadnego tytułu. Ronaldo do końca lutego 2005 strzelił ledwie 14 bramek w 31 meczach, a rozkręcił się dopiero w marcu i omal nie doprowadził Królewskich do tytułu mistrza Hiszpanii, ale do klubu FC Barcelona zabrakło jednak 4 punktów. Łącznie Brazylijczyk strzelił w tym sezonie 24 gole w 45 meczach. Sezon 2005/2006 był równie słaby, a Ronaldo poza dobrym początkiem sezonu nie miał udanego z powodu ciągłych odnawiających się kontuzji. Real Madryt nie zdobył żadnego tytułu, a Ronaldo strzelił łącznie 15 bramek w 27 spotkaniach. Przed sezonem 2006/2007 Milan był gotów wyłożyć za Ronaldo 18 milionów euro, ale transakcja nie doszła do skutku, Brazylijczyk jednak z powodu konfliktu z nowym trenerem Fabio Capello był tylko rezerwowym. Zdołał jednak strzelić ważnego gola w meczu z Athletic Bilbao przed zimowym okienkiem transferowym, w którym to właśnie przeszedł do Milanu za 7,5 miliona euro i w niewielkim stopniu pomógł Realowi zdobyć tytuł mistrza Hiszpanii, który mimo iż na koniec sezonu miał tyle samo punktów co FC Barcelona – po 76 to w dwumeczu pomiędzy dwoma drużynami Real odniósł zwycięstwo i remis. Ronaldo dla Realu przez pół sezonu rozegrał 13 spotkań i strzelił 4 gole, został też mistrzem Hiszpanii. Przez 4 i pół sezonu grając w Realu strzelił 104 gole w 177 meczach, zdobył Puchar Interkontynentalny, Superpuchar Hiszpanii i dwukrotnie mistrzostwo La Liga.

### AC Milan
Do Milanu oficjalnie trafił 30 stycznia 2007 roku. Zadebiutował 11 lutego w meczu przeciwko Livorno, który A.C. Milan wygrał 2:1. W następnym meczu ze Sieną strzelił swoje pierwsze gole dla Milanu. W tym meczu zaliczył również jedną asystę, a Mediolański klub wygrał to spotkanie 4:3. Do końca sezonu wystąpił jeszcze w 13 meczach i strzelił w nich 7 goli. Wygrał również Superpuchar Europy i Klubowe Mistrzostwa Świata w następnym sezonie. W sezonie 2007/2008 w spotkaniu z Livorno doznał kontuzji, po której rozwiązał kontrakt z klubem. W Milanie rozegrał 20 meczów w których strzelił 9 goli. Występował tylko w meczach ligowych.

### Corinthians São Paulo

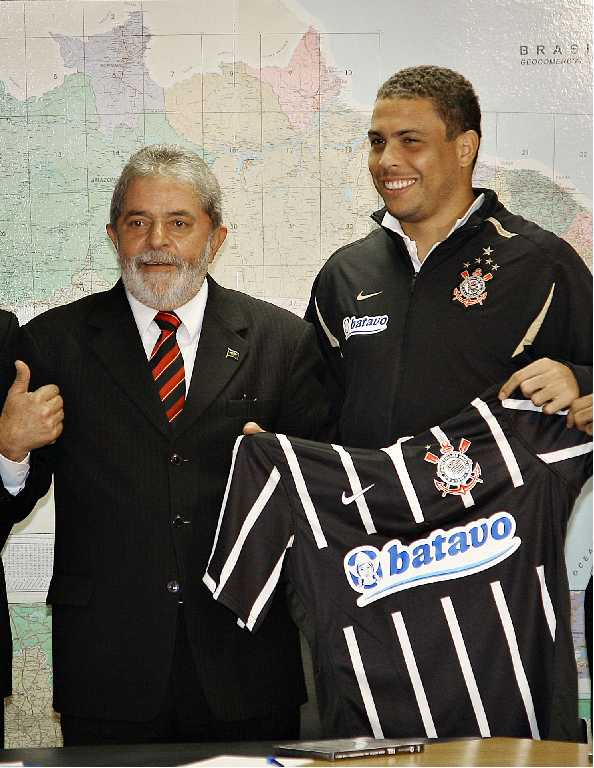
Prezydent Brazylii Lula da Silva i Ronaldo w czasie gry w Corinthians Paulista (2009)

Ronaldo podczas rekonwalescencji trenował z CR Flamengo. Jednak 9 grudnia 2008 roku napastnik podpisał roczny kontrakt z ligowym rywalem Flamengo – Corinthians São Paulo. Ronaldo pierwszy mecz w barwach Corinthians Paulista rozegrał 4 marca 2009 roku przeciwko Itumbiara EC. Pierwszego gola strzelił cztery dni później w spotkaniu z SE Palmeiras. Do tej pory w barwach Corinthians São Paulo rozegrał 38 spotkań i strzelił 23 bramki, 10 spotkań i 8 bramek w Campeonato Paulista zostając najlepszym piłkarzem tych rozgrywek, 8 spotkań i 3 bramki biorąc udział w turnieju o
Puchar Brazylii i 20 spotkań i 12 bramek w rozgrywkach ligowych Campeonato Brasileiro.
Następny sezon w barwach Corinthians nie był tak udany dla Ronaldo jak poprzedni, w rozgrywkach Campeonato Paulista rozegrał 9 spotkań i strzelił 3 gole a jego zespół nie zdołał awansować do półfinałów. W Copa Libertadores odpadło już w 1/8 po zaciętym dwumeczu z Flamengo, pierwsze spotkanie zostało rozegrane w Rio de Janeiro i gospodarze wygrali 1:0, drugie na własnym stadionie Corinthians wygrało 2;1 i jednego gola strzelił Ronaldo, niestety stracony gol na wyjeździe spowodował, że to FLamengo awansowało do ćwierćfinałów, Brazylijczyk w tych rozgrywkach zagrał 7 razy i strzelił 3 gole. W Campeonato Brasileiro walka o mistrzostwo kraju toczyła się pomiędzy trzema zespołami – Fluminense, Cruzeiro i Corinthians, na ostatnią kolejkę przed końcem Fluminense z 66 punktami miało jeden punkt przewagi nad Corinthians i dwa nad Cruzeiro. Ostatnia kolejka zakończyła się wygraną ówczesnych liderów i zdobywając 69 punktów zostali oni mistrzami kraju, Timão swoje spotkanie tylko zremisowali i w związku z wygraną Cruzeiro spadli na 3. miejsce które premiuje jednak do gry w następnej edycji Copa Libertadores. Ronaldo na 38 kolejek rozegrał jedynie 11, liczne kontuzje (uda, łydki) nie pozwoliły mu rozwinąć skrzydeł i włączyć się do walki o króla strzelców, Brazylijczyk do 30 kolejki zagrał tylko 3 spotkania, na dobre wrócił na koniec sezonu gdy zostało 9 kolejek do końca, IL Fenomeno wówczas opuścił tylko jedno spotkanie, w 11 meczach w Brasileiro strzelił 6 bramek, warto odnotować, że z nim w składzie jego zespół nie zaznał goryczy porażki osiągając 6 zwycięstw i 5 remisów. W całym sezonie 2010 we wszystkich rozgrywkach Ronaldo rozegrał tylko 26 spotkań, strzelił 12 goli i dorzucił do tego 6 asyst. Nazario de Lima w barwach Corinthians przez 2 sezony zdołał rozegrać 65 spotkań, strzelić 35 bramek i zaliczyć 11 asyst.
14 lutego 2011 roku Ronaldo ogłosił zakończenie piłkarskiej kariery. Brazylijczyk planował zakończyć przygodę z futbolem po upływie sezonu, jednak zmienił zdanie. Powodem takiej decyzji było odpadnięcie jego klubu z rozgrywek Copa Libertadores oraz konflikt z kibicami klubu, ale przede wszystkim problemy zdrowotne, które miały duży wpływ na jego podatność na kontuzję oraz na nadwagę. Napastnik cierpi na niedoczynność tarczycy, chorobę, która spowalnia metabolizm organizmu. Od lipca 2012 Ronaldo jest dyrektorem sportowym w Corinthians São Paulo.

### Fort Lauderdale Strikers
W grudniu 2016 roku został współwłaścicielem zespołu Fort Lauderdale Strikers, występującego w North American Soccer League.

### Real Valladolid
We wrześniu 2018 r. Ronaldo został większościowym właścicielem klubu La Liga Real Valladolid po zakupie 51% pakietu kontrolnego w klubie za 30 milionów euro.

### Cruzeiro
W grudniu 2021 r. Ronaldo kupił pakiet kontrolny w  klubie swojego dzieciństwa- Cruzeiro. Inwestując 400 milionów reali (70 milionów dolarów) w klub, Ronaldo powiedział, że chce „zabrać Cruzeiro tam, gdzie na to zasługuje".

## Statystyki
| Klub                 | Sezon      | Liga1 | Liga1 | Puchary krajowe | Puchary krajowe | Puchary kontynentalne | Puchary kontynentalne | Inne² | Inne² | Suma  | Suma |
| Klub                 | Sezon      | Mecze | Gole  | Mecze           | Gole            | Mecze                 | Gole                  | Mecze | Gole  | Mecze | Gole |
| -------------------- | ---------- | ----- | ----- | --------------- | --------------- | --------------------- | --------------------- | ----- | ----- | ----- | ---- |
| Cruzeiro EC          | 1993       | 16    | 12    | 0               | 0               | 4                     | 8                     | 1     | 0     | 21    | 20   |
| Cruzeiro EC          | 1994       | 18    | 22    | 0               | 0               | 8                     | 2                     | 0     | 0     | 26    | 24   |
| Cruzeiro EC          | Suma       | 34    | 34    | 0               | 0               | 12                    | 10                    | 1     | 0     | 47    | 44   |
| PSV Eindhoven        | 1994/95    | 33    | 30    | 1               | 2               | 2                     | 3                     | 0     | 0     | 36    | 35   |
| PSV Eindhoven        | 1995/96    | 13    | 12    | 3               | 1               | 5                     | 6                     | 0     | 0     | 21    | 19   |
| PSV Eindhoven        | Suma       | 46    | 42    | 4               | 3               | 7                     | 9                     | 0     | 0     | 57    | 54   |
| FC Barcelona         | 1996/97    | 37    | 34    | 4               | 6               | 7                     | 5                     | 1     | 2     | 49    | 47   |
| FC Barcelona         | Suma       | 37    | 34    | 4               | 6               | 7                     | 5                     | 1     | 2     | 49    | 47   |
| Inter Mediolan       | 1997/98    | 32    | 25    | 4               | 3               | 11                    | 6                     | 0     | 0     | 47    | 34   |
| Inter Mediolan       | 1998/99    | 19    | 14    | 2               | 0               | 6                     | 1                     | 1     | 0     | 28    | 15   |
| Inter Mediolan       | 1999/00    | 7     | 3     | 1               | 0               | 0                     | 0                     | 0     | 0     | 8     | 3    |
| Inter Mediolan       | 2000/01    | 0     | 0     | 0               | 0               | 0                     | 0                     | 0     | 0     | 0     | 0    |
| Inter Mediolan       | 2001/02    | 10    | 7     | 1               | 0               | 5                     | 0                     | 0     | 0     | 16    | 7    |
| Inter Mediolan       | Suma       | 68    | 49    | 8               | 3               | 22                    | 7                     | 1     | 0     | 99    | 59   |
| Real Madryt          | 2002/03    | 31    | 23    | 1               | 0               | 11                    | 6                     | 1     | 1     | 44    | 30   |
| Real Madryt          | 2003/04    | 32    | 24    | 5               | 2               | 9                     | 4                     | 2     | 1     | 48    | 31   |
| Real Madryt          | 2004/05    | 34    | 21    | 1               | 0               | 10                    | 3                     | 0     | 0     | 45    | 24   |
| Real Madryt          | 2005/06    | 23    | 14    | 2               | 1               | 2                     | 0                     | 0     | 0     | 27    | 15   |
| Real Madryt          | 2006/07    | 7     | 1     | 2               | 1               | 4                     | 2                     | 0     | 0     | 13    | 4    |
| Real Madryt          | Suma       | 127   | 83    | 11              | 4               | 36                    | 15                    | 3     | 2     | 177   | 104  |
| AC Milan             | 2006/07    | 14    | 7     | 0               | 0               | 0                     | 0                     | 0     | 0     | 14    | 7    |
| AC Milan             | 2007/08    | 6     | 2     | 0               | 0               | 0                     | 0                     | 0     | 0     | 6     | 2    |
| AC Milan             | Suma       | 20    | 9     | 0               | 0               | 0                     | 0                     | 0     | 0     | 20    | 9    |
| Corinthians Paulista | 2009       | 30    | 20    | 8               | 3               | 0                     | 0                     | 0     | 0     | 38    | 23   |
| Corinthians Paulista | 2010       | 20    | 9     | 0               | 0               | 7                     | 3                     | 0     | 0     | 27    | 12   |
| Corinthians Paulista | 2011       | 2     | 0     | 0               | 0               | 2                     | 0                     | 0     | 0     | 4     | 0    |
| Corinthians Paulista | Suma       | 52    | 29    | 8               | 3               | 9                     | 3                     | 0     | 0     | 69    | 35   |
| W karierze           | W karierze | 384   | 280   | 35              | 19              | 93                    | 49                    | 6     | 4     | 518   | 352  |

1Uwzględniono też rozgrywki stanowe Campeonato Mineiro (20 meczów, 22 gole) i Campeonato Paulista (21 meczów, 11 goli).

2Recopa Sudamericana (1 mecz), Superpuchar Hiszpanii (3 mecze, 3 gole), Play-off do Pucharu UEFA (1 mecz), Puchar Interkontynentalny (1 mecz, 1 gol)

## Kariera reprezentacyjna

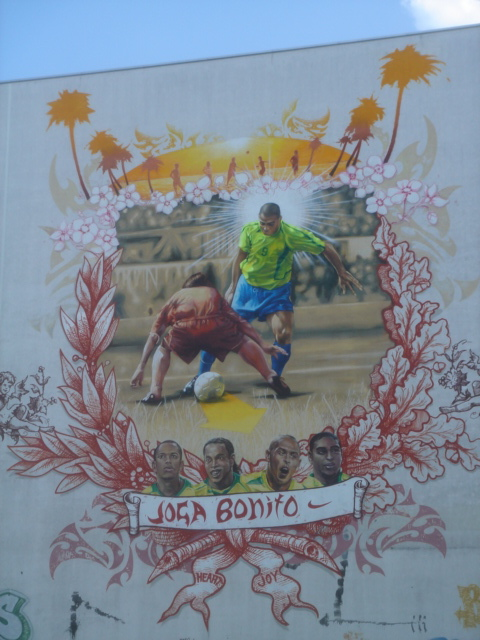
Berliński mural przedstawiający Ronaldo grającego dla Brazylii (2006)

Ronaldo w reprezentacji Brazylii zadebiutował 23 marca 1994 roku w meczu przeciwko Argentynie pojawiając się na ostatnie 10 minut spotkania. Pierwszego gola strzelił w następnym meczu z reprezentacją Islandii. Po bardzo dobrych występach w klubie, Ronaldo został powołany na mundial w 1994 roku. W żadnym z siedmiu spotkań nie zagrał, jednak jako członkowi 22 osobowej kadry należał mu się złoty medal. W 1995 roku wraz z reprezentacją pojechał na Copa America do Urugwaju. Razem z kolegami zdobył srebrny medal. Na Igrzyskach Olimpijskich w Atlancie Brazylia zdobyła brązowy medal, a Ronaldo w meczu o trzecie miejsce strzelił jednego z goli. Rok później Il Fenomeno został powołany na Copa America w Boliwii. Strzelił tam pięć goli w 6 meczach, został wicekrólem strzelców i najlepszym piłkarzem całego turnieju, a ze swoją reprezentacją zdobył złoty medal. Następnym dużym turniejem, w którym uczestniczył był mundial we Francji. Ronaldo strzelił 4 gole i zaliczył trzy asysty. Przed finałem, w którym Brazylia ulegała gospodarzom turnieju 3:0 dostał napadu padaczkowego. Cztery lata później na Mistrzostwach Świata w Korei i Japonii, Brazylijczyk zdobył złoty medal i został królem strzelców turnieju. W finałowym meczu dwa razy pokonał Olivera Kahna. Po turnieju stwierdził:

Mogę grać, mogę reprezentować swój kraj. Jest to dla mnie olbrzymim krokiem. Nawet jeżeli nie byłbym Mistrzem Świata i tak byłbym szczęśliwy

Na mundialu w Niemczech Ronaldo strzelił trzy gole, zaś z Brazylią dotarł do ćwierćfinału w którym Canarinhos ulegli Francji. Po tym meczu został odsunięty od reprezentacji, nie wystąpił w niej przez pięć kolejnych lat. Po raz ostatni zagrał w barwach Canarinhos w swoim pożegnalnym spotkaniu, przeciwko Rumunii (1:0), 7 czerwca 2011.

## Życie prywatne
W 1999 roku Ronaldo poznał Milene Domingues, z którą ożenił się kilka miesięcy później. Małżeństwo nie przetrwało jednak długo, bo już w 2003 roku para się rozstała. Z tego związku Ronaldo ma syna Ronalda urodzonego 6 kwietnia 2000 roku w Mediolanie. Jego nową partnerką jest Maria Beatriz Antony z którą pobrał się w lutym 2005 roku. 24 grudnia 2008 roku w Rio de Janeiro przyszła na świat ich córka, Maria Sophia. 8 grudnia 2010 roku poinformowano, że Ronaldo jest ojcem chłopca pochodzącego z Singapuru, niejakiego Alexa. Chłopiec urodził się w 2005 roku i jest owocem romansu Il Fenomeno z mieszkającą w Singapurze Brazylijką – Michele Umezu. Testy DNA potwierdziły ojcostwo zawodnika. Po otrzymaniu wyniku powiedział: „Alex jest moim synem, bratem trojga moich pięknych dzieci tak jak on. Będę go zawsze traktować jak ojciec pełniąc wszystkie obowiązki i przyjemności”. Ronaldo kilka dni wcześniej napisał na swoim Twitterze, że cieszy się ze spotkania z Alexem i jeśli badania wykażą, że jest ojcem chłopca to z przyjemnością poniesie odpowiedzialność. Poddał się zabiegowi wazektomii.

## Sukcesy

### Klubowe
Cruzeiro
- Campeonato Mineiro – 1993

PSV Eindhoven
- Puchar Holandii – 1995/1996

FC Barcelona
- Superpuchar Hiszpanii – 1996
- Puchar Hiszpanii – 1996/1997
- Puchar Zdobywców Pucharów – 1996/1997

Inter Mediolan
- Puchar UEFA – 1997/1998

Real Madryt
- Superpuchar Europy – 2002
- Puchar Interkontynentalny – 2002
- Mistrzostwo Hiszpanii – 2002/2003, 2006/2007

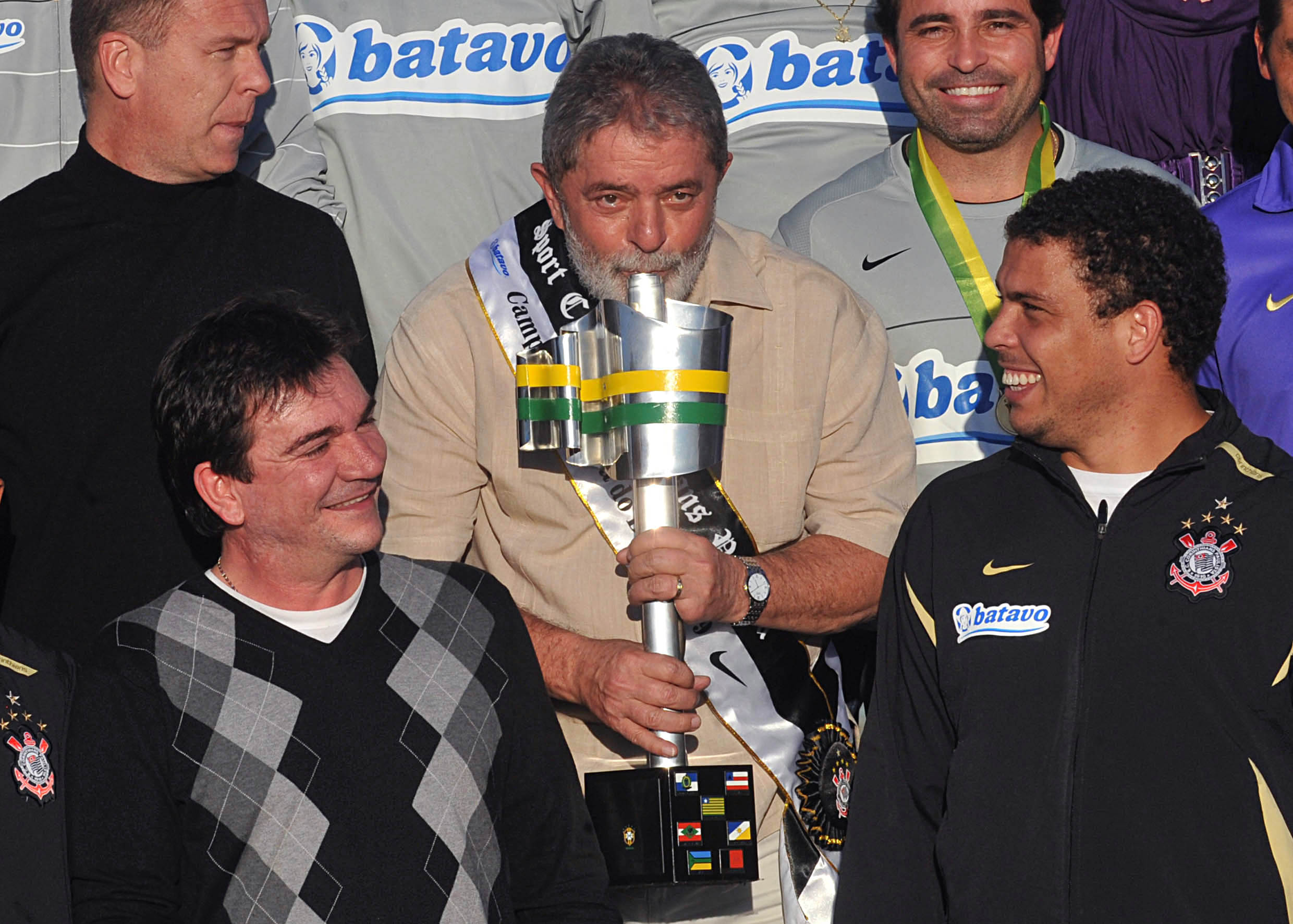
SC Corinthians Paulista – zdobywcy pucharu Brazylii 2009

- Superpuchar Hiszpanii – 2003

AC Milan
- Superpuchar Europy – 2007
- Klubowe Mistrzostwo Świata – 2007

Corinthians São Paulo
- Campeonato Paulista – 2009
- Copa do Brasil – 2009

### Reprezentacyjne
- Mistrzostwo Świata – 1994, 2002
- Wicemistrzostwo Copa America – 1995
- Brązowy medal Igrzysk Olimpijskich – 1996
- Copa América – 1997, 1999
- Puchar Konfederacji – 1997
- Wicemistrzostwo świata – 1998

### Indywidualnie
- Król strzelców Supercopa Libertadores – 1993 (8 goli w 4 meczach)
- Król strzelców mistrzostw stanu Belo Horizonte Campeonato Mineiro – 1994 (22 gole w 18 meczach)
- Król strzelców Ligi Holenderskiej – 1994/1995 (30 goli w 33 meczach)
- Złota Piłka France Football II miejsce – 1996 (Wyprzedził go o I punkt Matthias Sammer)
- Piłkarz Roku FIFA I miejsce – 1996 (Najmłodszy laureat w historii)
- World Soccer I miejsce – 1996 (Najmłodszy laureat w historii)
- Najlepszy piłkarz Ligi Hiszpańskiej – 1996/1997
- Najlepszy napastnik Ligi Hiszpańskiej – 1996/1997
- Najlepszy obcokrajowiec Ligi Hiszpańskiej – 1996/1997
- Król strzelców Pucharu Króla – 1996/1997 (8 goli w 5 meczach)
- Najlepszy piłkarz w finale Pucharu Zdobywców Pucharów – 1997
- Najlepszy piłkarz Copa America – 1997
- Najlepsza jedenastka Copa America – 1997
- Król strzelców Ligi Hiszpańskiej (Trofeo Pichichi i Europejski Złoty But) – 1997 (34 gole w 37 meczach)
- Złota Piłka France Football I miejsce – 1997 (Najmłodszy laureat w historii)
- Piłkarz Roku FIFA I miejsce – 1997
- World Soccer I miejsce – 1997
- Srebrny Onze magazynu Onze Mondial I miejsce – 1997 (Najmłodszy laureat w historii)
- Najlepszy piłkarz w finale Puchar UEFA – 1998
- Najlepszy piłkarz Ligi Włoskiej – 1997/1998
- Najlepszy napastnik Ligi Włoskiej – 1997/1998
- Najlepszy obcokrajowiec Ligi Włoskiej – 1997/1998
- Najlepszy piłkarz Mistrzostw Świata Złota Piłka I miejsce – 1998
- Najlepsza jedenastka Mistrzostw Świata – 1998
- Trzeci strzelec Mistrzostw Świata (Brązowy But) – 1998 (4 gole w 7 meczach)
- Najlepszy piłkarz Europejskich Pucharów – 1997/1998
- Najlepszy napastnik europejskich pucharów – 1997/1998
- Król Strzelców Copa América – 1999 (5 goli w 6 meczach)
- Najlepsza jedenastka Copa America – 1999
- Najlepszy piłkarz w finale Mistrzostw Świata – 2002
- Najlepsza jedenastka Mistrzostw Świata – 2002
- Król strzelców Mistrzostw Świata (Złoty But) – 2002 (8 goli w 7 meczach)
- Najlepsza jedenastka UEFA – 2002
- Najlepszy piłkarz Pucharu Interkontynentalnego (Toyota) – 2002
- Złota Piłka France Football I miejsce – 2002
- Piłkarz Roku FIFA I miejsce – 2002
- World Soccer I miejsce – 2002
- Srebrny Onze magazynu Onze Mondial I miejsce – 2002
- Najlepszy sportowiec świata według BBC Sports Personality of the Year Overseas Personality – 2002
- Najlepszy obcokrajowiec Ligi Hiszpańskiej – 2002/2003
- Król strzelców Ligi Hiszpańskiej (Trofeo Pichichi) – 2003/2004 (24 gole w 32 meczach)
- Golden Foot (nagroda za całokształt kariery dla piłkarza powyżej 29 roku życia) – 2006
- Piłkarski Oskar w kategorii Mistrz nad Mistrzami w Serie A – 2008
- Najlepszy piłkarz Campeonato Paulista – 2009
- Piłkarz dekady według Goal.com – 2009